# Anglaterra
|  | Per a altres significats, vegeu «Regne d'Anglaterra». |

Anglaterra (England en anglès, Pow Sows en còrnic, Lloegr en gal·lès) és una de les nacions que formen el Regne Unit de la Gran Bretanya i Irlanda del Nord, la més gran en extensió i població. La seva bandera és la Creu de Sant Jordi.
En acabar el domini romà sobre Britànnia (la Gran Bretanya), l'illa va ser envaïda tant per pobles celtes procedents d'Escòcia i Irlanda com per tribus germàniques vingudes dels actuals Països Baixos i Alemanya, principalment angles, saxons i juts. Aquestes tribus van acabar fusionant-se entre si i, en certa forma, amb la població local, fundant una sèrie de regnes al sud-est de Britànnia. A aquesta zona li van donar els francs el nom de «terra dels angles», en llatí Anglae terra, que més tard va passar a utilitzar-se en la major part d'Europa. Els mateixos anglesos van traduir aquest nom posteriorment com England.
És curiós que el nom d'aquest territori varia depenent d'on provingui la denominació: per als europeus continentals, el nom de "Terra dels Angles" va ser el que va perdurar, encara que els angles eren més al nord que els regnes saxons a l'illa. Sens dubte, hi influí el fet que els regnes angles de Northúmbria, Mèrcia i Ànglia Oriental incloïen el 80% del territori de l'Heptarquia i hi va correspondre la supremacia política durant els segles vi i vii, especialment durant els regnats d'Edwin de Northumberland i de Penda i Offa de Mèrcia. A aquesta supremacia política dels angles es va unir una primacia cultural, atès que els monestirs de Northúmbria, especialment el de Lindisfarne, es van convertir en centres culturals de primer ordre, d'on van sorgir grans figures com Alcuí de York i Beda el Venerable, que van tenir una gran influència en el desenvolupament de la cultura de l'Europa merovíngia i carolíngia. A més, es presentava un fet que jugava en contra d'una hipotètica Saxonland: i és que al continent, a la frontera oriental del regne dels francs, s'assentava el poble dels saxons continentals, que després de ser sotmès per Carlemany, es va integrar en l'imperi Carolingi i posteriorment en el Sacre Imperi. L'ús dels termes Anglia i angli esquivava molestes homonímies i evitava la possibilitat de confondre els anglosaxons amb els saxons del Continent.
En el marc dels mateixos anglosaxons, la Història Ecclesiastica Gentis Anglorum de Beda el Venerable marca una tendència. En aquesta obra, les paraules angli, angelfolc i gentis anglorum s'utilitzen en un doble sentit: En un sentit ampli, designen a tots aquells pobles de llengua germànica que van envair la Gran Bretanya a finals del segle v i principis del segle vi, ja fossin angles, juts o saxons. En un sentit estricte, tals termes es referien exclusivament a la tribu dels angles, excloent als juts i els saxons. Aquesta terminologia va ser acceptada fins i tot pels saxons de Wessex, que a partir d'Alfred el Gran, es titulaven a si mateixos com Rex Saxonum et Anglorum (reis dels angles). Sense cap dubte, hi influí el fet que a partir del tractat de Wedmore (878) i la conquesta de Londres, àmplies zones habitades per angles caiguessin en poder del rei Alfred. Precisament va ser aquest monarca, el que, malgrat ser saxó, va fer tot el possible per patrocinar una identitat pananglesa entre els pobles de parla anglosaxona de Britannia. En les seves traduccions de les obres de Beda el Venerable es fa servir el vocable englisc (anglès), i no saxisc (saxó), per referir-se a la llengua anglosaxona. A més, l'expressió gentis Anglorum és traduïda per Alfred amb el vocable Angelcynn (el poble dels anglesos). No en va, els reis de Wessex eren descendents del llegendaris rei dels angles Offa (no confondre amb Offa de Mèrcia), que va regnar al nord de l'actual Alemanya segles abans de la gran migració a Britànnia. Els reis dels anglosaxons, senyors ja a partir d'Athelstan de tot Anglaterra, van adoptar diferents títols com Rex Angulsæxna (rei dels anglosaxons) o Rex Anglorum (rei dels anglesos) i, finalment, al segle xi aquesta última expressió es va consolidar, i el vocable "anglesos" va desplaçar definitivament el de "saxons".
A les llengües celtes, el nom dels saxons va ser el que va tenir major arrelament, com per exemple: Sasana en gaèlic irlandès; Sasainn en gaèlic escocès; Lloegr per al territori, però Saeson com a gentilici, en gal·lès i Bro-Saoz en bretó.

## Història
Abans de l'arribada dels romans, el territori que avui comprèn Anglaterra estava ocupat per tribus celtes. Roma va envair la Gran Bretanya al segle i, i s'hi va mantenir fins al segle IV.
Durant el segle v, diverses tribus germàniques (principalment angles, juts i saxons) van envair la Gran Bretanya, desplaçant-ne la cultura de les poblacions celtes originàries cap a l'oest (País de Gal·les i Cornualla) i al Nord (Escòcia i Cumbria). Aquesta invasió es coneix com a conquesta anglosaxona. A partir del segle viii, Anglaterra va patir incursions constants pels vikings.
La batalla de Hastings, el 1066, és un moment crucial de la història d'Anglaterra: els normands, capitanejats per Guillem el Conqueridor, derroten els saxons i envaeixen Anglaterra. Tot i que no desplacen la població originària, els normands ocupen totes les posicions de poder, formen la nova aristocràcia i imposen el seu sistema legal i fiscal.

### Prehistòria i antiguitat

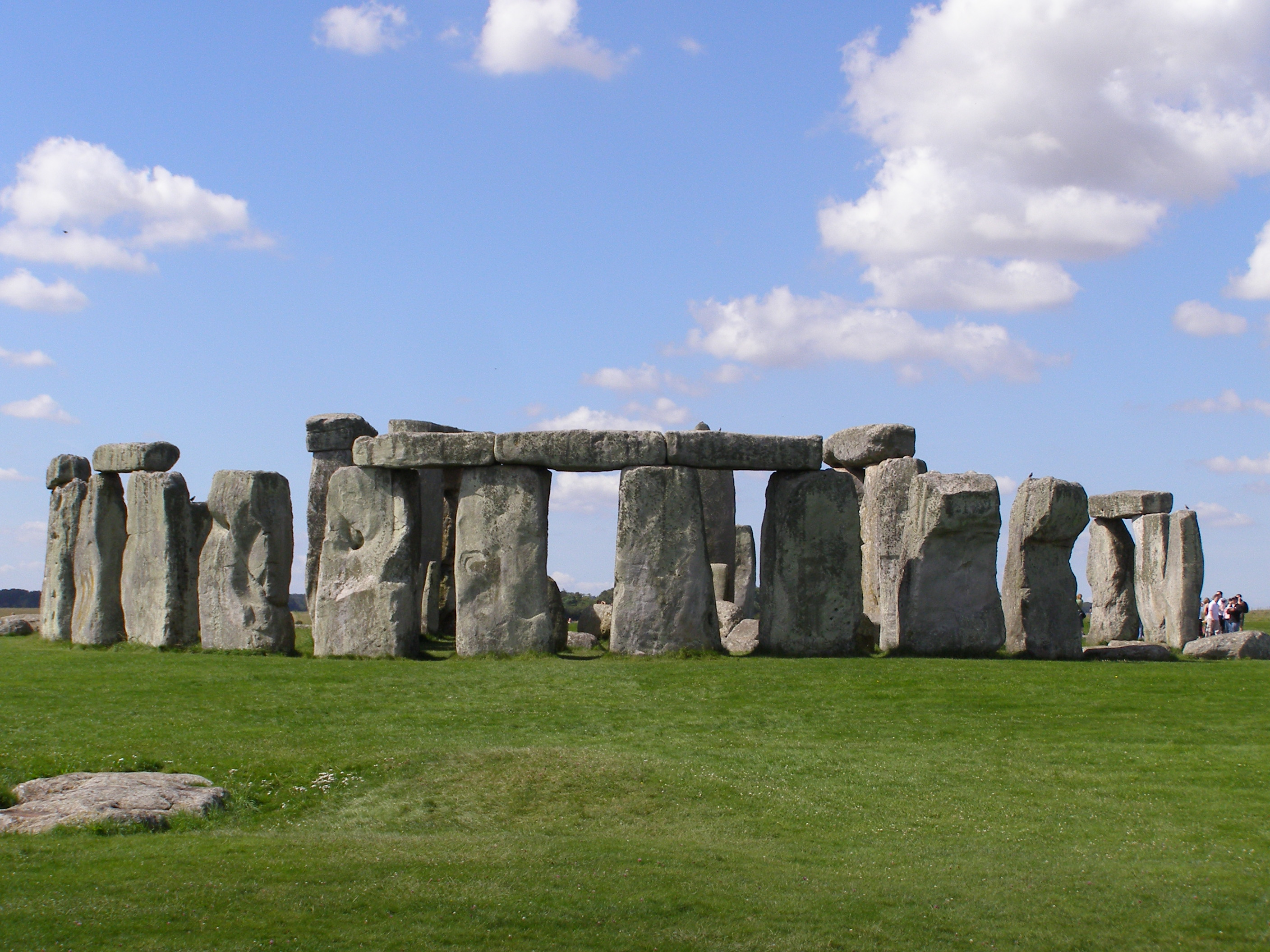
Stonehenge, un monument megalític tipus cromlech.

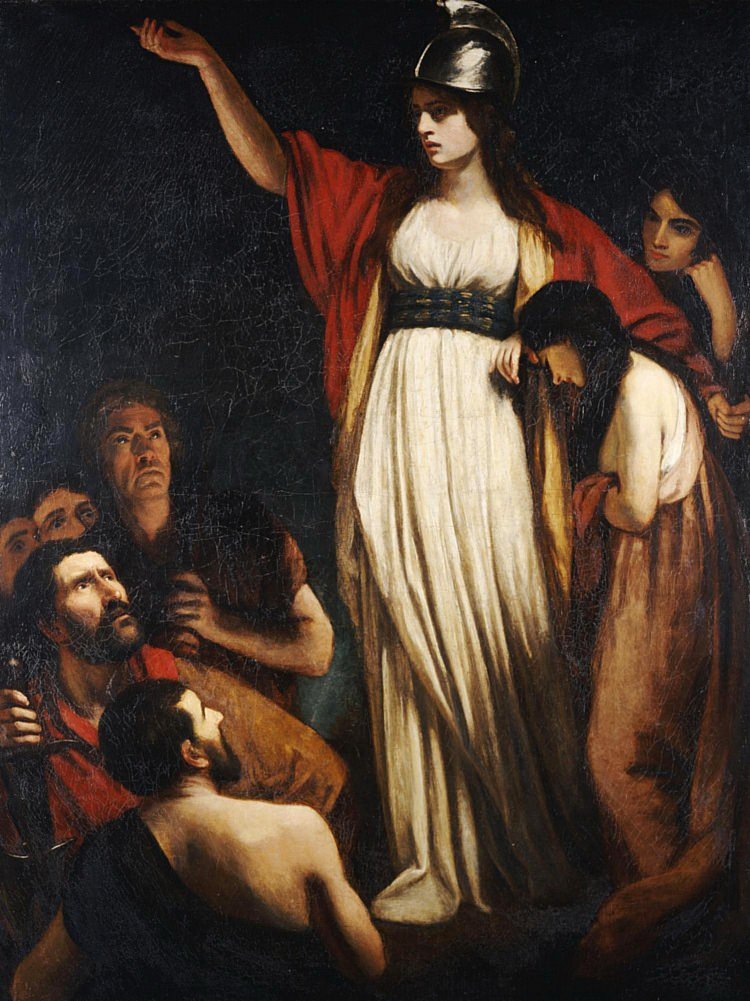
Boudica va encapçalar una revolta contra l'Imperi Romà.

El més antic fòssil humà descobert en el territori és de més de 500.000 anys. La descoberta va ser feta on avui s'ubica Norfolk i Suffolk. L'home modern va arribar al territori fa 35 mil anys, però a causa de les condicions difícils de l'últim període glacial, van fugir del Regne Unit cap a les muntanyes del sud d'Europa. Només els grans mamífers com els mamuts i els rinoceronts van romandre. Prop d'11 mil anys enrere, quan el gel va començar a fondre's els éssers humans van tornar a ocupar la regió. Una indagació genètica va demostrar que van venir del nord de la península Ibèrica. El nivell del mar era més baix que l'actual, i la Gran Bretanya estava connectada per terra a Irlanda i Euràsia, quan el mar va pujar es va separar d'Irlanda fa 9.000 anys i d'Euràsia mig segle després.
La Cultura del got campaniforme va arribar per volta de l'any 2500 aC, al costat d'ells va començar la construcció de navilis a partir de fang i coure. Va ser en aquesta època que els grans monuments del Neolític es van construir, com ho són el Stonehenge i l'Avebury. Durant l'edat del ferro, els celtes van arribar des de l'Europa Central, el desenvolupament de la fosa de ferro va permetre la construcció de millors arades, l'avanç de l'agricultura i la producció d'armes més eficaces.
Els romans van conquerir Britànnia l'any 43, sota el regnat de Claudi, l'àrea va ser incorporada a la província de Britànnia. L'any 410, amb la decadència de l'Imperi Romà, els romans van deixar l'illa per defensar els seus límits a l'Europa Continental.

### Edat mitjana
.

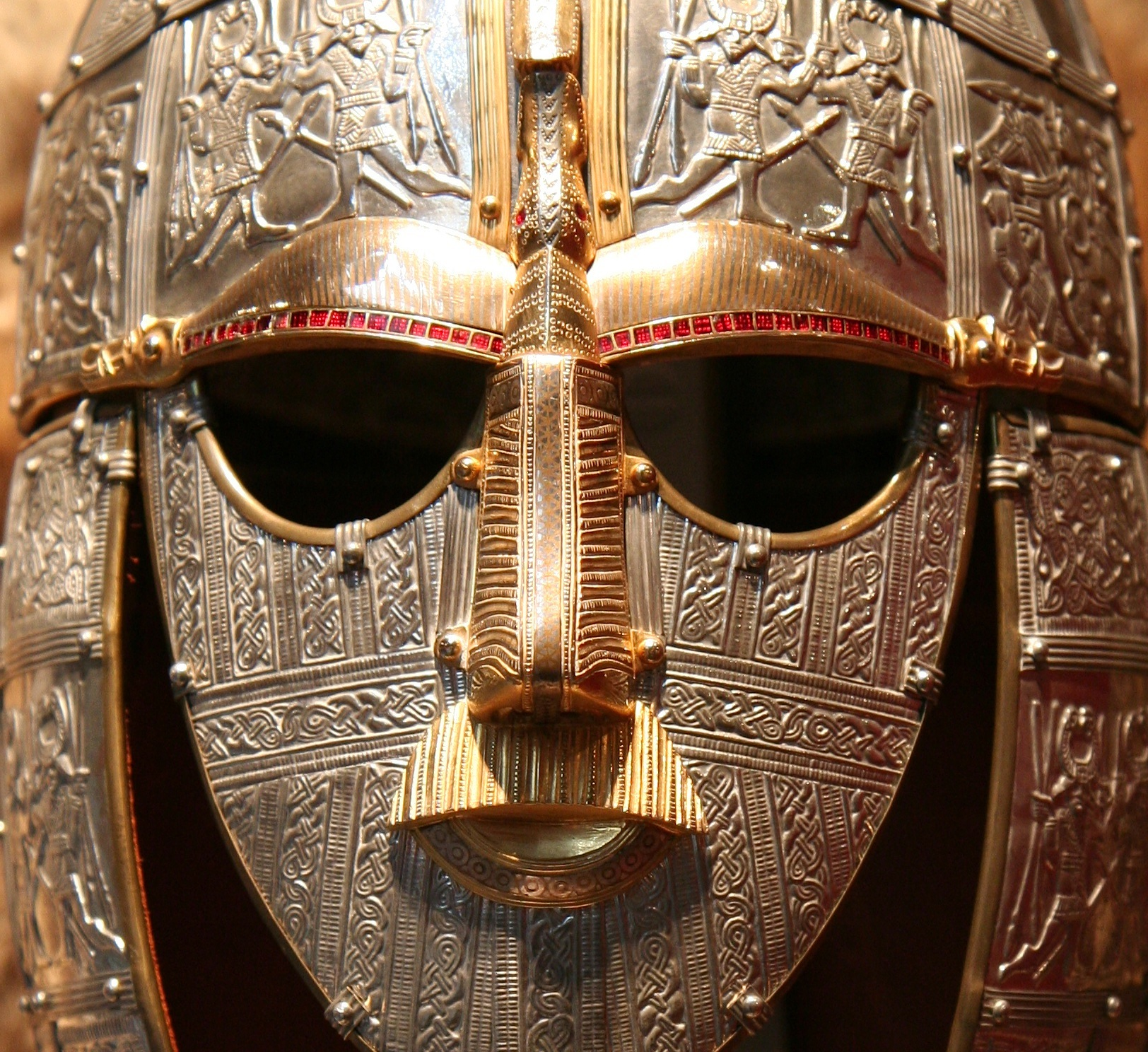
Casc cerimonial del segle VII del Regne d'Ànglia Oriental trobat a Sutton Hoo

Després de la retirada dels romans la Gran Bretanya es va veure propensa a la invasió de mariners guerrers com els saxons i els juts, que van guanyar control en àrees del sud-est, sent contingut el seu avanç per un temps després de la victòria dels britans a la Batalla de la Muntanya Badon. Els regnes britànics postromans al nord, posteriorment coneguts col·lectivament pels bards britànics com el Hen Ogledd, van ser, al seu torn, gradualment conquerits pels angles durant el segle vi. Relats contemporanis fidedignes d'aquest període són escassos, i també ho és l'evidència arqueològica, donant lloc a la seva descripció com una "Edat Fosca". Existeixen diverses teories conflictives pel que fa a l'extensió i al procés de la invasió anglosaxona de la Gran Bretanya; Cerdic, fundador de la dinastia de Wessex, va poder haver estat un brit. No obstant això, per al segle VII petits regnes anglosaxons coneguts com l'heptarquia anglosaxona havien emergit a la part central i sud de la Gran Bretanya: Northumbria, Mercia, Estanglia, Regne d'Essex, Regne de Kent, Regne de Sussex i Wessex.
El cristianisme va ser introduït al sud per Agustí des de Roma i al nord per Aidan des d'Irlanda, el que va reintroduir la Cristiandat que s'havia perdut després de la fundació de l'heptarquia anglosaxona.
Anglaterra va ser conquerida el 1066 per un exèrcit liderat per Guillem el Conqueridor des del Ducat de Normandia, un feu del Regne de França. Els normands provenien d'Escandinàvia i s'havien assentat a la Normandia només uns segles abans. Aquest poble va introduir el feudalisme i va mantenir el poder a través de barons, els qui es van establir en castells repartits per tot Anglaterra. L'idioma que parlava la nova elit aristocràtica era el normand, que va tenir una considerable influència en l'idioma anglès.

### Edat moderna tardana i edat contemporània

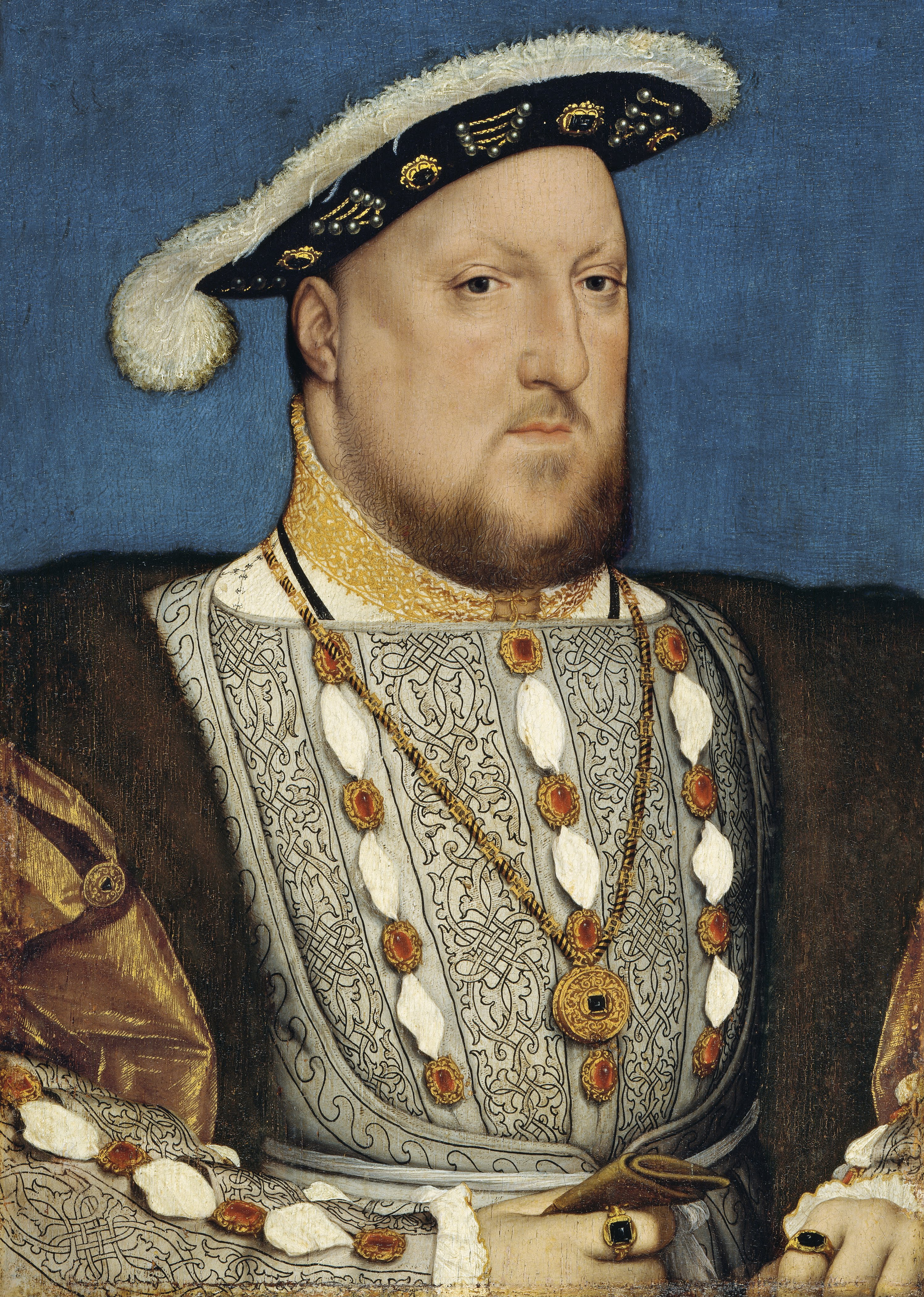
El rei Enric VIII es va convertir en Cap Suprem de l'Església d'Anglaterra.

Sota el recentment format Regne de la Gran Bretanya, l'impuls de la Royal Society i altres iniciatives angleses combinades amb la Il·lustració escocesa van portar a la creació importants innovacions en la ciència i en l'enginyeria. Això va pavimentar el camí per l'establiment de l'Imperi britànic, que en la seva cúspide territorial va arribar a comprendre prop d'una quarta part de la superfície terrestre. Domèsticament, la Revolució Industrial, un període de profunds canvis en les condicions culturals i socioeconòmiques d'Anglaterra, va significar la industrialització de l'agricultura, la manufactura, l'enginyeria i la mineria, i també el desenvolupament de noves obres en transport i infraestructura hidràulica per facilitar la seva expansió i el seu desenvolupament, destacant en aquest àmbit la construcció del canal de Bridgewater, acabat el 1761, i l'obertura del ferrocarril Stockton-Darlington el 1825.
Durant la Revolució Industrial moltes persones es van traslladar des de zones rurals cap a noves àrees industrials en expansió, com per exemple cap a Manchester i Birmingham. Anglaterra va mantenir una relativa estabilitat durant tota la Revolució Francesa, sent William Pitt el Jove el primer ministre britànic durant el regnat de Jordi III del Regne Unit.
Des del segle xx ha existit un important moviment d'immigració cap a Anglaterra, majoritàriament d'habitants provinents d'altres parts de les Illes Britàniques, però també de països de la Mancomunitat de Nacions, particularment de països del Subcontinent indi.

## Geografia

### Relleu
Anglaterra comprèn la zona central i sud de les dues terceres parts de l'illa de Gran Bretanya, més altres territoris illencs com l'illa de Wight i les illes Scilly. Està vorejada per dos dels altres tres països que integren el Regne Unit, al nord Escòcia i a l'oest Gal·les. Anglaterra és la part de l'illa més propera al continent europeu, està separada de la costa francesa per una bretxa marina d'uns 34 quilòmetres d'amplada, tot i aquesta els dos països estan connectats per l'Eurotúnel que uneix Folkestone amb Calais/Coquelles. Les aigües que envolten Anglaterra són el Mar d'Irlanda, Mar del Nord i l'oceà Atlàntic El riu més llarg que travessa Anglaterra és el Severn, que fa 354 quilòmetres de llarg i desemboca al canal de Bristol. No obstant això, el riu més llarg del tot a Anglaterra és el Tàmesi, que fa 346 quilòmetres de llarg. Hi ha molts llacs a Anglaterra, però la majoria estan situats a l'anomenat Districte dels Llacs, el major dels quals és el llac Windermere, també conegut pel sobrenom de "Rei dels Llacs".
Els Penins que són coneguts com l'espina dorsal d'Anglaterra, són la cadena muntanyosa més antiga del país, originades al final del Paleozoic fa aproximadament 300 milions d'anys. La longitud total dels Penins és de 400 quilòmetres, arribant a Cross Fell, a Cúmbria. El material que els compon és majoritàriament gresos i pedra calcària, però també de carbó. Hi ha paisatges càrstics a les zones de calcita com àrees de Yorkshire i Derbyshire. El paisatge dels Penins és erm a les zones altes, paisatge que contrasta amb les valls fèrtils dels rius de la regió. Als Penins s'hi troben fins a tres parcs nacionals, les valls de Yorkshire, Northúmberland i el Peak District. El punt més alt a Anglaterra és Scafell Pike, a Cúmbria, que és 978 metres d'alt. Situats a la frontera entre Anglaterra i Escòcia es troben els turons de Cheviot. Les terres baixes angleses que hi ha al sud dels Penins, formen àrees extenses de turons verds, entre els quals estan els turons dels Cotswolds, els Chilterns, i els North i South Downs, quan es troben amb el mar formen parets de roca blanca, la creta, com els penya-segats de Dover. La península de granit del sud-oest presenta erms a les terres altes, com Dartmoor i Exmoor, tots dos són parcs nacionals.

### Clima
Anglaterra té un clima marítim temperat, és a dir, té temperatures no gaire inferiors a 0 °C a l'hivern i no gaire més altes de 32 °C a l'estiu. El clima és sovint relativament humit i està subjecte a canvis. Els mesos més freds són el gener i febrer, aquest darrer sobretot a la costa anglesa, mentre que el juliol és normalment el pus calorós. Els mesos amb clima càlid i amb menys precipitacions són el maig, juny, setembre i octubre. La major influència al clima d'Anglaterra prové de la proximitat amb l'oceà Atlàntic, la seva latitud nord i l'escalfament de les aigües al voltant del Corrent del Golf. Anglaterra rep una proporció molt significativa de pluja durant l'any, i entre la tardor i l'hivern és l'època més humida. La Regió dels Llacs (Lake District) rep més pluja que en qualsevol altre lloc del país. D'ençà que hi ha registres de temperatures, la temperatura més alta que es recorda fou de 38,5 °C, el 10 d'agost de 2003 a Brogdale, al comtat de Kent, mentre que la menor registrada fou de -26,1 °C, el 10 de gener de 1982, a Edgmond, Shropshire.

## Política

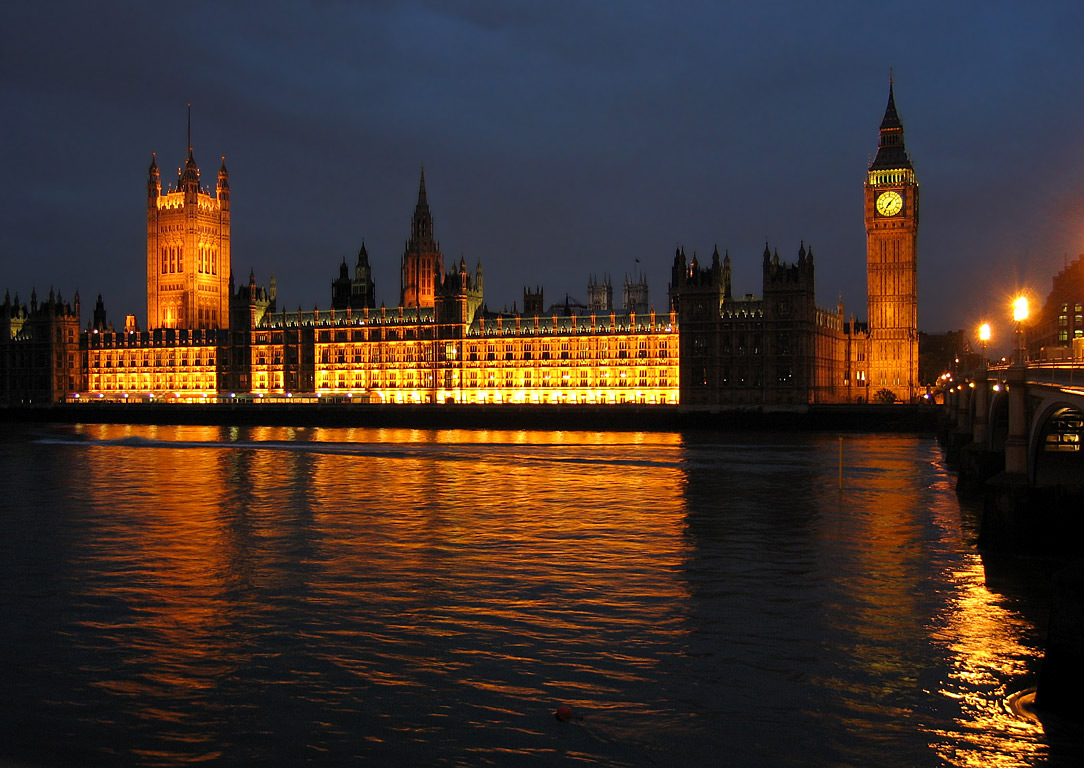
El Palau de Westminster, seu del Parlament del Regne Unit.

El 1707, amb l'Union Act, que va crear el Regne Unit, Anglaterra va deixar d'existir com a entitat política independent. Tot i que recentment s'ha restaurat el parlament escocès i s'ha creat una assemblea gal·lesa, de moment no hi ha cap parlament anglès. El govern britànic ha declarat que en comptes de crear-ne un, s'estima més dividir Anglaterra en regions i donar una assemblea legislativa a cada regió.
No hi ha cap moviment amb suport popular significatiu que promogui la independència d'Anglaterra del Regne Unit, tot i que una part significativa de la població se sent més anglesa que britànica i no posaria impediments a la independència de les altres parts. Arran de la devolució escocesa i gal·lesa, creix el sentit nacionalista anglès, i existeixen entitats que demanen la restauració d'un parlament anglès, com ara la Campanya per a un Parlament Anglès. Té encara més suport popular la resolució del West Lothian Question: el fet que diputats escocesos i gal·lesos poden votar al parlament britànic sobre qüestions que només afecten Anglaterra.
Atès que Anglaterra és un dels països constituents del Regne Unit, el sistema polític imperant és una monarquia constitucional amb un govern parlamentari basat en el sistema Westminster. Abans de la unió, Anglaterra tenia el seu propi monarca i el seu propi parlament que s'ocupaven del seu govern. Actualment Anglaterra es troba directament governada pel Parlament del Regne Unit, tot i que altres països constituents han desenvolupat els seus propis governs. La Cambra dels Comuns, la cambra baixa del Parlament Britànic, que té la seu al Palau de Westminster, està composta per 532 Membres del Parlament representants dels diferents districtes electorals ubicats a Anglaterra, d'un total de 650.
En les eleccions generals del Regne Unit del 2010 el Partit Conservador va obtenir la majoria absoluta si es compten només els 532 llocs per a Anglaterra, obtenint 61 escons més que tots els altres partits combinats. No obstant això, si se sumen els resultats d'Escòcia, Irlanda del Nord i Gal·les, el resultat a Anglaterra no va ser suficient per assegurar una majoria absoluta, donant com a resultat una situació denominada com hung parliament o parlament penjat. Aquesta situació va obligar els Conservadors, liderats per David Cameron, a pactar amb els Liberal Demòcrates per formar govern i poder proclamar Cameron com a Primer Ministre.
Després de la descentralització de poders, en el qual cadascun dels altres països constituents del Regne Unit, Escòcia, Gal·les i Irlanda del Nord, té el seu propi parlament o assemblea per a matèries locals, hi ha hagut un debat sobre la forma de compensar això a Anglaterra. Originalment es va plantejar que diverses regions d'Anglaterra comptin amb una assemblea pròpia, però el rebuig a aquesta idea en un referèndum realitzat el 2004 a la regió nord-est d'Anglaterra va aturar aquesta reforma. Escòcia finalment ha aconseguit el referèndum per decidir sobre la seva sobirania.

## Divisió administrativa

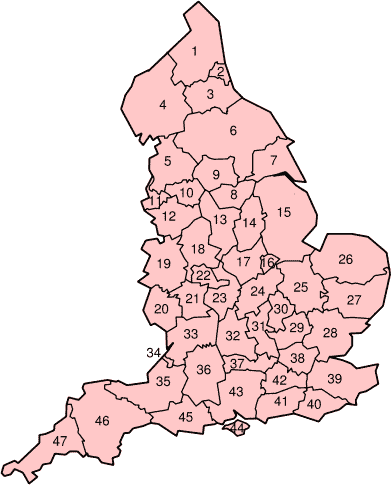
Mapa dels comtats d'Anglaterra.

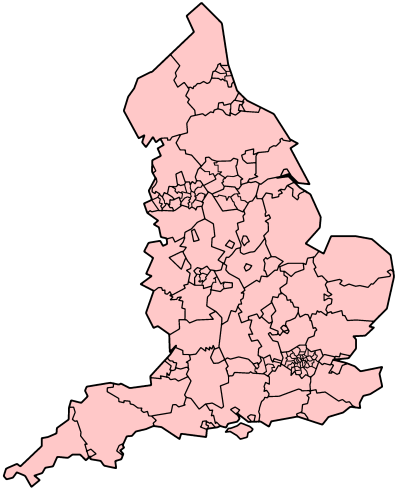
Divisions administratives d'Anglaterra.

1. Northumberland
2. Tyne i Wear
3. Durham
4. Cúmbria
5. Lancashire
6. North Yorkshire
7. East Riding de Yorkshire
8. South Yorkshire
9. West Yorkshire
10. Gran Manchester
11. Merseyside
12. Cheshire
13. Derbyshire
14. Nottinghamshire
15. Lincolnshire
16. Rutland
17. Leicestershire
18. Staffordshire
19. Shropshire
20. Herefordshire
21. Worcestershire
22. West Midlands
23. Warwickshire
24. Northamptonshire
25. Cambridgeshire
26. Norfolk
27. Suffolk
28. Essex
29. Hertfordshire
30. Bedfordshire
31. Buckinghamshire
32. Oxfordshire
33. Gloucestershire
34. Bristol
35. Somerset
36. Wiltshire
37. Berkshire
38. Gran Londres
39. Kent
40. East Sussex
41. West Sussex
42. Surrey
43. Hampshire
44. Illa de Wight
45. Dorset
46. Devon
47. Cornualla

No mostrat: Ciutat de Londres

## Economia

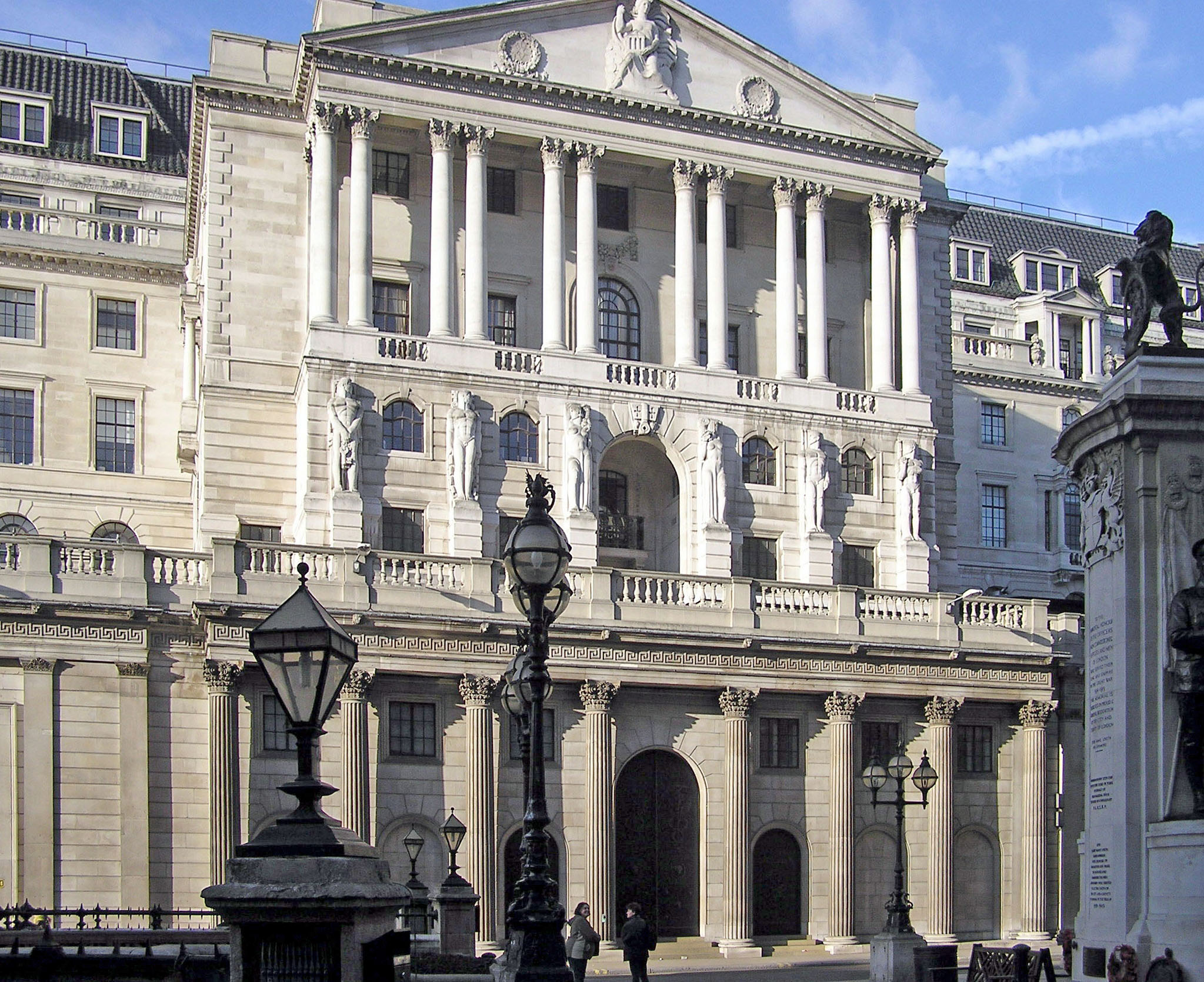
El Banc d'Anglaterra és el banc central del Regne Unit.

El Banc d'Anglaterra, fundat el 1694 pel banquer escocès William Paterson, és el banc central del Regne Unit. Des de la seva fundació va actuar com un banc privat per al Govern d'Anglaterra i va continuar amb aquest rol per al Govern del Regne Unit, fins que va ser estatitzat el 1946. Té, a més, el monopoli en l'emissió de bitllets per Anglaterra i Gal·les de la moneda oficial d'Anglaterra i de tot el Regne Unit, la lliura esterlina, encara que no té aquest monopoli a Escòcia i a Irlanda del Nord, on alguns bancs tenen el dret a emetre els seus propis bitllets. La lliura esterlina és una de les monedes més valuoses del món sencer i és adoptada com a fons de reserva per molts països arreu del planeta.
La industrialització és molt alta a Anglaterra, encara que des dels anys 1970 hi ha hagut una reorientació vers els sectors de serveis. Anglaterra és el bressol de la industrialització, té una infraestructura molt desenvolupada i respecte al control del nivell d'interès, atur i inflació, pertany als països més forts d'Europa, que vol dir del món. Anglaterra concentra la major part de l'economia del Regne Unit, també degut al fet que Londres va crear la primera Borsa mundial i avui continua sent una de les principals places financeres, juntament amb Nova York i Tòquio. Anglaterra és un dels països capdavanters pel que fa a la química, la indústria tècnica i d'alta tecnologia, especialment pel que fa a l'aviació i la tecnologia espacial, però també la indústria armamentística o la informàtica i el desenvolupament de software.
A més, el turisme s'ha convertit en factor clau dins de l'economia anglesa, la qual atreu milions de visitants anualment. Les principals exportacions angleses són els farmacèutics, els automòbils, el petroli extret de la part anglesa del mar del Nord en conjunt amb Wytch Farm, els motors aeronàutics i les begudes alcohòliques. Una altra part important de l'economia és l'agricultura, que a Anglaterra és intensa i altament mecanitzada, produint el 60% de les necessitats alimentàries amb només el 2% de la força laboral. Dos terços de la producció agrícola estan dedicades al bestiar, mentre que l'altre terç està dedicada al cultiu.

## Demografia

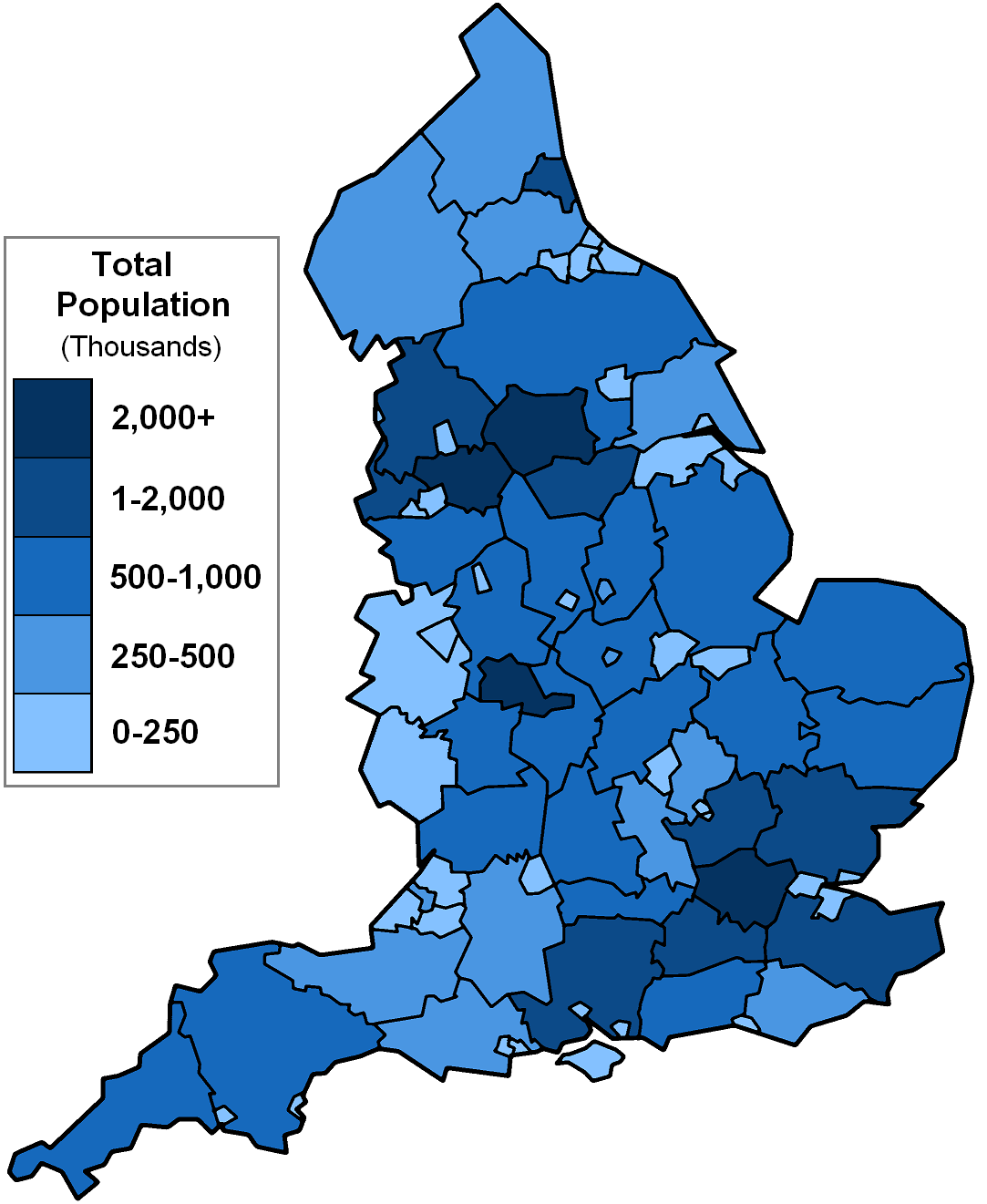
Densitat de població a Anglaterra.

Amb més de 51 milions d'habitants segons el cens del 2001, Anglaterra és el país constitutiu més poblat del Regne Unit, comptabilitzant el 84% de la població total. Aquestes xifres convertirien a Anglaterra en el 25è país més poblat del món, si fos un estat sobirà, i també en el quart país per població de la Unió Europea. Al seu torn, amb una densitat de 395 persones per quilòmetre quadrat seria el segon estat més densament poblat de la Unió Europea després de Malta.

### Idiomes
Com el seu nom suggereix, l'anglès, idioma parlat per centenars de milions de persones al món, es va originar com l'idioma d'Anglaterra, on es manté com la llengua parlada més predominant del món.

### Religió
Després de l'anglicanisme (amb el 55% de la població), l'Església Catòlica és la religió amb més nombre de fidels, suposant aquests (juntament amb Gal·les) 4,2 milions de persones, aproximadament un 7,8% de la població anglesa i gal·lesa.
En especial des dels anys 1950 diverses religions practicades a les antigues colònies britàniques van començar a aparèixer a causa de la immigració, i l'islam és la més comuna entre elles, representant aproximadament al 3,1% de la població. El segueixen l'hinduisme, el budisme i el sikhisme, que van ser introduïts des de l'Índia i el Sud-est Asiàtic, que en conjunt arriben al 2%. En el cens del 2001, prop del 14,6% de la població deia no professar cap religió.

## Cultura
La cultura d'Anglaterra, que de vegades és difícil de separar clarament de la cultura del Regne Unit, també ha estat influent en les altres cultures de les Illes Britàniques. Per altra banda, queda per esclarir fins a quin punt altres cultures han influït Anglaterra.

### Arquitectura

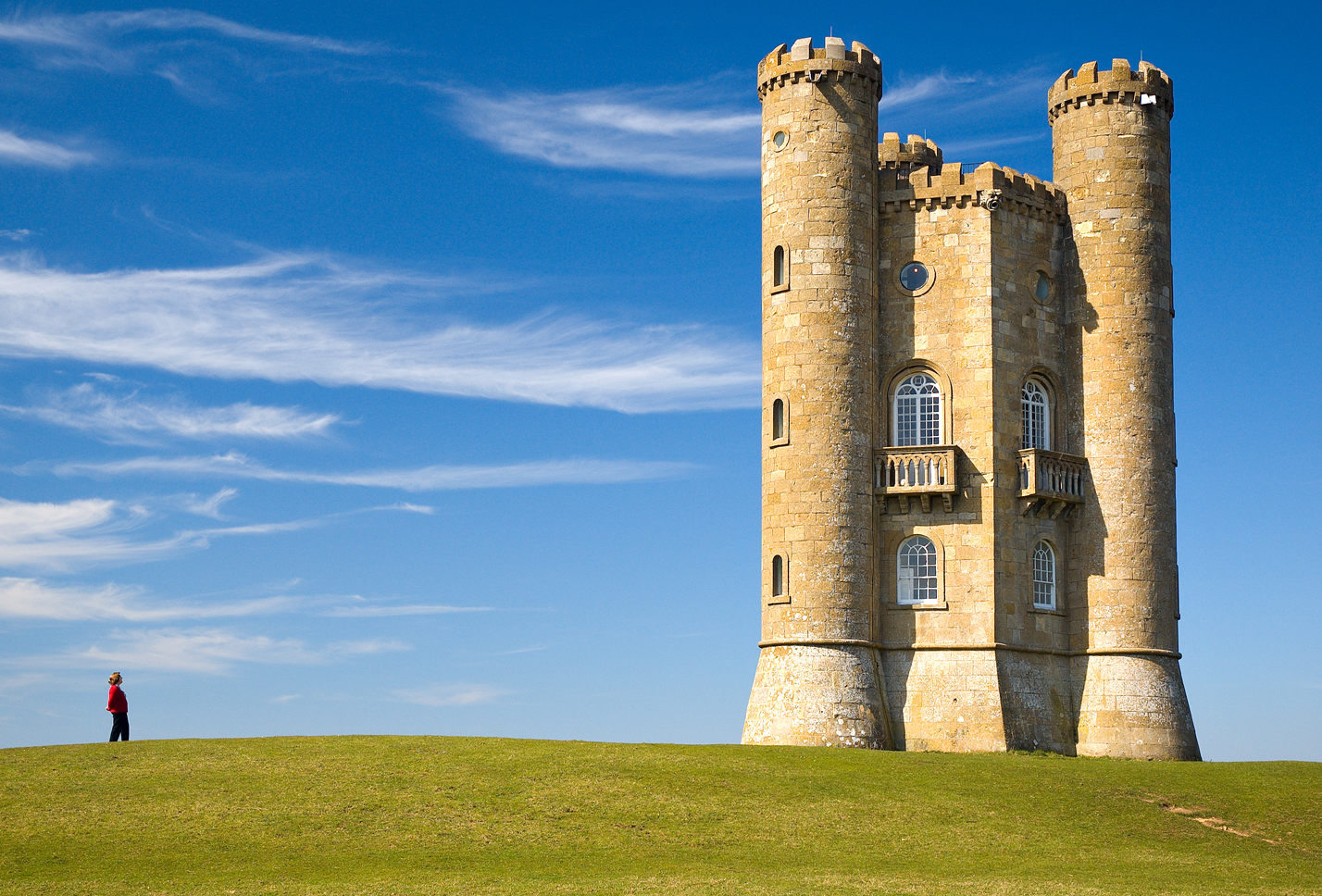
La torre de Broadway és un capritx arquitectònic localitzat al comtat de Worcestershire.

Molts antics monuments de pedra dempeus van ser construïts durant el període prehistòric, entre els més coneguts, Stonehenge, les fletxes del Diable, Monòlit de Rudston i Castlerigg. Amb la introducció de l'antiga Roma, l'arquitectura no era un desenvolupament de les basíliques, els banys, amfiteatres, arcs de triomf, viles, temples romans, calçades romanes, fortaleses romanes, estacades i aqüeductes. Van ser els romans qui van fundar les primeres ciutats i pobles tals com: Londres, Bath, York, Chester i St Albans. Tal vegada l'exemple més conegut és el Mur d'Adrià, que abasta tot el nord d'Anglaterra. Un altre exemple ben conservat és dels banys romans a Bathy Somerset.
Els primers edificis civils de l'arquitectura medieval, van ser construccions senzilles utilitzant principalment la fusta amb sostre de palla. L'arquitectura eclesiàstica anava des d'una síntesi de la vida monàstica a la hiberno-saxona. Les primeres basíliques cristianes i l'arquitectura, es caracteritzen per pilastres tires, arqueries en blanc, els eixos de balustre i obertures triangulars en el cap.
Després de la conquesta normanda el 1066, diferents castells a Anglaterra van ser creats per lors de la llei, que mantenien la seva autoritat i, al nord, protegien de la invasió. Alguns dels millors castells medievals coneguts inclouen: la Torre de Londres, Warwick Castle, Durham Castle i el Castell de Windsor, entre d'altres.
Al llarg de l'època gòtica, van florir les catedrals medievals com la Catedral de Canterbury, l'abadia de Westminster i Yorkminster, com a principals exemples. L'ampliació de la base de Norman també va haver-hi castells, palaus, grans cases, les universitats i les esglésies parroquials. L'arquitectura medieval es va completar amb el segle xvi amb entramat, arc de quatre centrada, ara conegut com l'arc Tudor. Va ser una definició de funció igual que les cases de tova i fang del país. Arran del Renaixement, una forma de l'arquitectura es va fer ressò de l'antiguitat clàssica, sintetitzada amb el cristianisme. Va aparèixer l'estil anglès barroc, amb l'arquitecte Christopher Wren com a principal exponent.
L'arquitectura Georgiana, seguida en un estil més refinat, evocava una forma senzilla de Palladio; el Royal Crescent a Bath és un dels millors exemples d'això. Amb el sorgiment del romanticisme durant l'època Victoriana, el Neogòtic es va engegar, a més de tot això al mateix temps, la Revolució Industrial va aplanar el camí per a edificis com el Palau de Cristall. Des de la dècada de 1930, diverses formes modernistes han aparegut la recepció de les quals és sovint controvertida, malgrat la resistència tradicionalista.

### Folklore

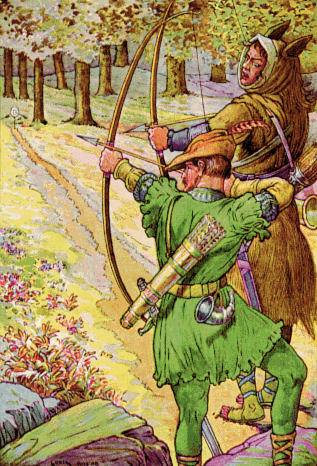
Robin Hood, icona del folklore anglès.

El folklore anglès s'ha anat desenvolupant al llarg de molts segles. Alguns dels personatges i les històries estan presents a través d'Anglaterra, però la majoria pertanyen a regions específiques.
Del folklore o tradició comuna procedeixen els follets, gegants, cocos, troles i nans. Si bé moltes llegendes i costums populars es creu que són antigues, per exemple, els contes amb Offa d'Anglia i Weyland Smith, i que en un altre temps, a partir i després de la invasió Normanda, la fantasia de Robin Hood i els seus Feliços Homes de Sherwood i les seves batalles amb el xèrif de Nottingham és potser el conte més conegut.
Durant l'alta edat mitjana les historietes procedents de tradicions britàniques van entrar en el folklore anglès com és el conegut mite del Rei Artús. Aquestes deriven de llegendes anglo-normandes, franceses i de Gal·les, amb El Rei Artús, Camelot, Excalibur, Merlí i els cavallers de la Taula Rodona així com Lancelot. Aquestes històries són més lligades a Godofred de Britànnia com un mite o conte que pot estar basat en una figura real de l'època pre-romana de la Gran Bretanya. Molts dels contes i les històries imaginàries, formen una àmplia part de la Literatura de la Gran Bretanya, constitueixen una col·lecció per compartir el folklore o tradicions britàniques. Algunes figures populars es basen en personatges o figures semi-reals o fets històrics de persones de la història de les quals han passat segles, per exemple la Verge Godiva, que es diu que viatjava despullada a cavall a través de Coventry. Una altra historieta és Hereward the Wake, era un figura heroica anglesa que va resistir a la invasió Normanda. Herne el Caçador és un fantasma eqüestre, associades al Bosc de Windsor i el Parc Gran i la Mare Shipton és la bruixa arquetípica, és a dir el primer model de les bruixes. El 5 de novembre les persones fan fogates, llancen focs artificials i mengen les pomes amb caramel en commemoració de la frustrada Conspiració de la Pólvora entorn de Guy Fawkes. El bandit cavallerós, tals com Richard "Dick" Turpin (21 de setembre de 1706), que és un personatge d'un bandoler del segle xviii d'ofici carnisser, que robava bestiar per al seu establiment de carn. mentre que Barbanegra és l'arquetip del pirata. Hi ha diversos projectes nacionals i les activitats regionals populars, participen aquest dia, així mateix el ball de Morris, el ball de Pal de maig, amb l'espasa en raper del Nord-est, la llarga dansa de l'espasa a Yorkshire, Mummers, Obra de teatre, de l'ampolla a Leicestershire i el formatge rodant a Hill. There Cooper no és el vestit oficial nacional, però només unes poques tradicions estan ben establertes, tals com els Reis i Reines Pearly associades a Cockneys i la tradició de la Guàrdia Reial, el vestit de Morris i Alabarders.

### Gastronomia

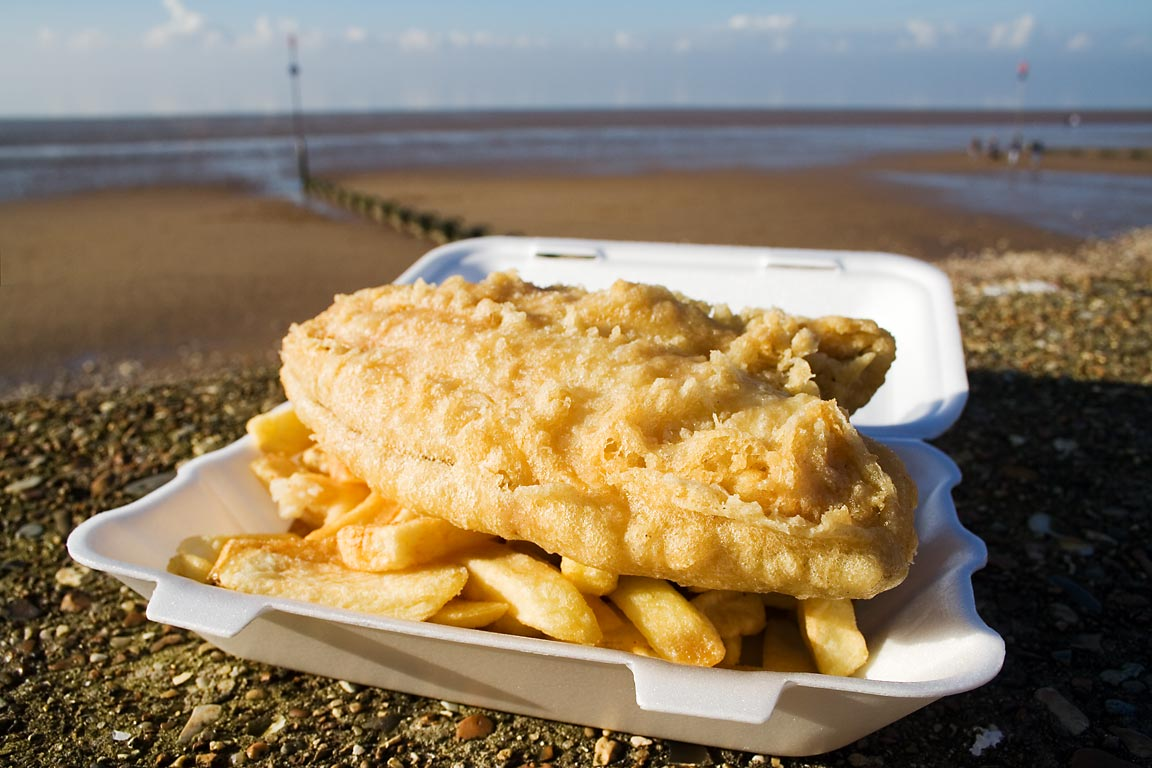
El fish and chips és molt consumit a Anglaterra.

Des de l'Edat Moderna el menjar d'Anglaterra s'ha caracteritzat per la seva senzillesa d'enfocament, l'honestedat de sabor i una confiança en l'alta qualitat dels recursos naturals que es produeixen. Durant l'edat mitjana i a través de l'època del Renaixement, la cuina anglesa va gaudir d'una excel·lent reputació, encara que va tenir un declivi durant la Revolució Industrial amb el pas de la urbanització de les terres i l'augment de la població. Els francesos de vegades es refereixen als anglesos com els 'Roastbeefs', un estereotip per suggerir la cuina sofisticada i crua d'Anglaterra. No obstant això, ha estat objecte recentment d'un renaixement, que ha estat reconegut pels crítics gastronòmics amb bones puntuacions en el millor restaurant del món.
Exemples tradicionals de menjar anglès inclouen: Sunday roast, un conjunt elaborat, generalment, de carn de vaca, be o pollastre, servits amb una varietat de verdures cuites; el Yorkshire pudding i gravy. Altres menjars destacats són el fish and chips i l'English breakfast, que consisteix en cansalada, tomàquet rostit, pa negre fregit amb llet, mongetes al forn, xampinyons fregits, salsitxes i ous.
També se sol consumir pastissos de carn com de vaca, ronyó, pastís del pastor, pastís de mató, pastís de Cornualla i el pastís de porc, l'últim dels quals es consumeix fred. L'estofat de Lancashire és un guisat conegut. Alguns dels formatges més populars són el Cheddar i Wensleydale. Molts plats híbrids anglo-indis inclouen curri; d'aquests s'han creat el Pollastre Tikka Masala i Balti.
Els dolços anglesos inclouen: pastís de poma, pastissos de carn picada, Spotted Dick, congrets, pastissos Eccles, natilles i puding de caramel. Les begudes més comunes són el te, portat de l'Índia des de l'època que els Britànics van envair el país; finalment, les begudes alcohòliques consumides són els vins i cerveses angleses (amarga, negra, forta i lleu).

### Arts

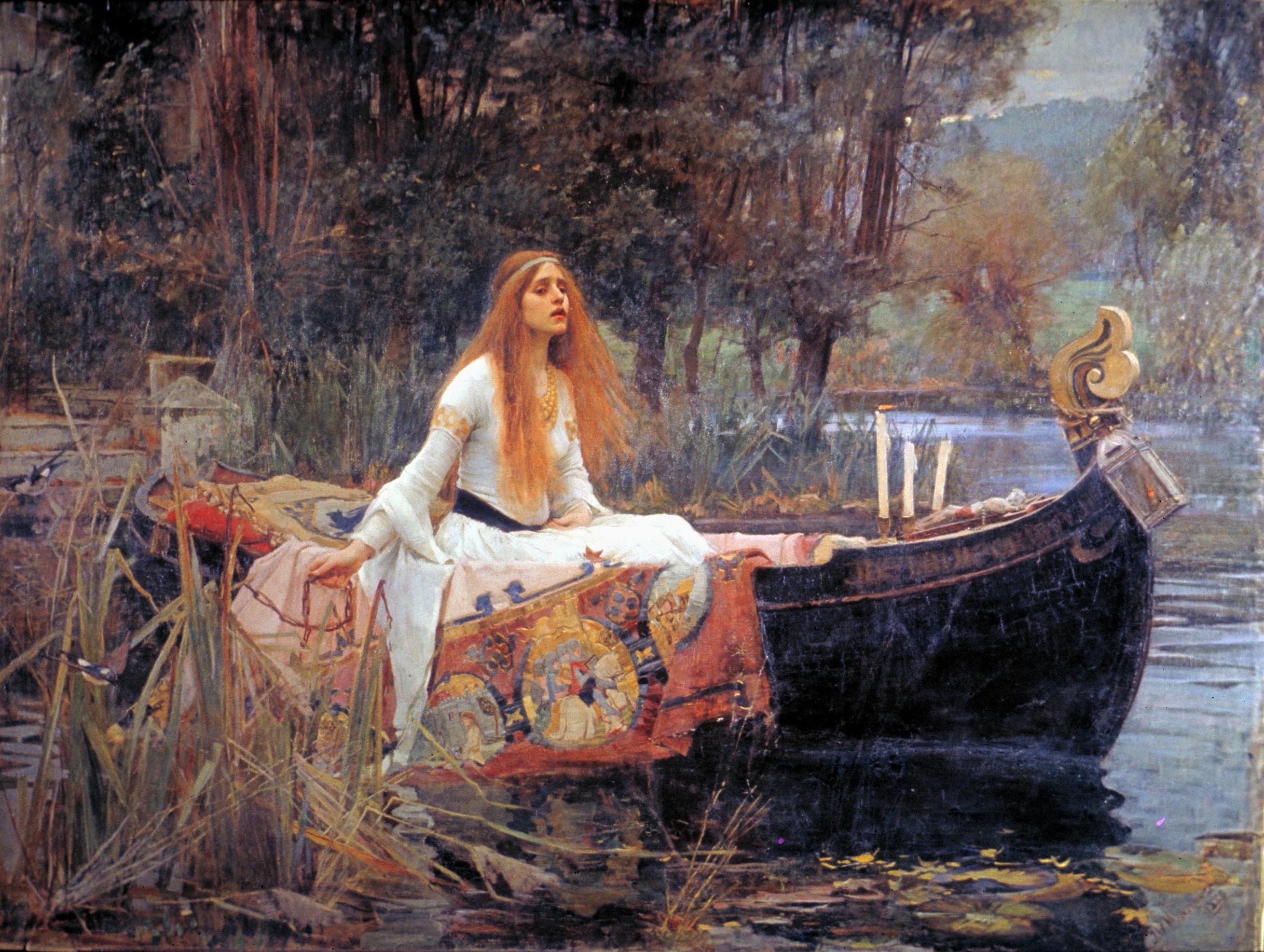
La dama de Shalott, de John William Waterhouse, exemple de la pintura de la Germanor Prerafaelita.

Els primers exemples coneguts són les roques prehistòriques i peces d'art rupestre, el més destacat al nord de Yorkshire, Northumberland i Cumbria, però també una altra característica
al sud, per exemple, a Creswell Crags. Amb l'arribada de la cultura romana al segle i, diverses de les formes d'art que utilitzen estàtues, busts, vidre i mosaics eren la norma. Hi ha nombrosos artefactes, com les Lullingstone i Aldborough.
Durant l'alta edat mitjana, l'estil va ser esculpida en creus i ivoris, manuscrits, pintura, or i esmalt en joies, la qual cosa demostra l'amor a la complexitat, entrellaçant dissenys com en el tresor descobert a Staffordshire (2009). Alguns d'aquests estils barrejats són gaèlics i anglesos, tals com els Evangelis de Lindisfarne i el Saltiri Vespasià.
Més tard, l'art gòtic era popular a Winchester i Canterbury, exemples van sobreviure com Benedictional de Sant Æthelwold i Saltiri Luttrell. L'era Tudor va veure artistes prominents com a part del seu tribunal, retrat pintura que seguiria sent una duradora part de l'estat anglès, s'ha vist impulsada per l'alemany Hans Holbein, nadius tals com Nicholas Hilliard ha construït sobre això. Sota els Estuard, els artistes continentals van ser influents, especialment els flamencs, els exemples de l'època d'inclusió: Anthony van Dyck, Peter Lely, Godfrey Kneller i William Dobson. El segle xviii va ser una època d'importància amb la fundació de la Reial Acadèmia, un classicisme basat en l'Alt Renaixement, va prevaler: Thomas Gainsborough i Joshua Reynolds i es van convertir en els dos artistes més preuats d'Anglaterra.
L'Escola de Norwich continua la tradició paisatgística, mentre que la Germanor Prerafaelita amb els seus vius i estil detallat va reviure el renaixement d'estil Holman Hunt, Dante Gabriel Rossetti i John Everett Millais es destaquen. Durant el segle xx, Henry Moore, va ser considerat com la veu de l'escultura britànica i de la modernitat britànica en general. Els pintors contemporanis inclouen Lucian Freud, el treball del qual: Benefits Supervisor Sleeping (2008), va establir un rècord mundial per al valor de venda d'una pintura d'un artista viu.

### Literatura, poesia i filosofia

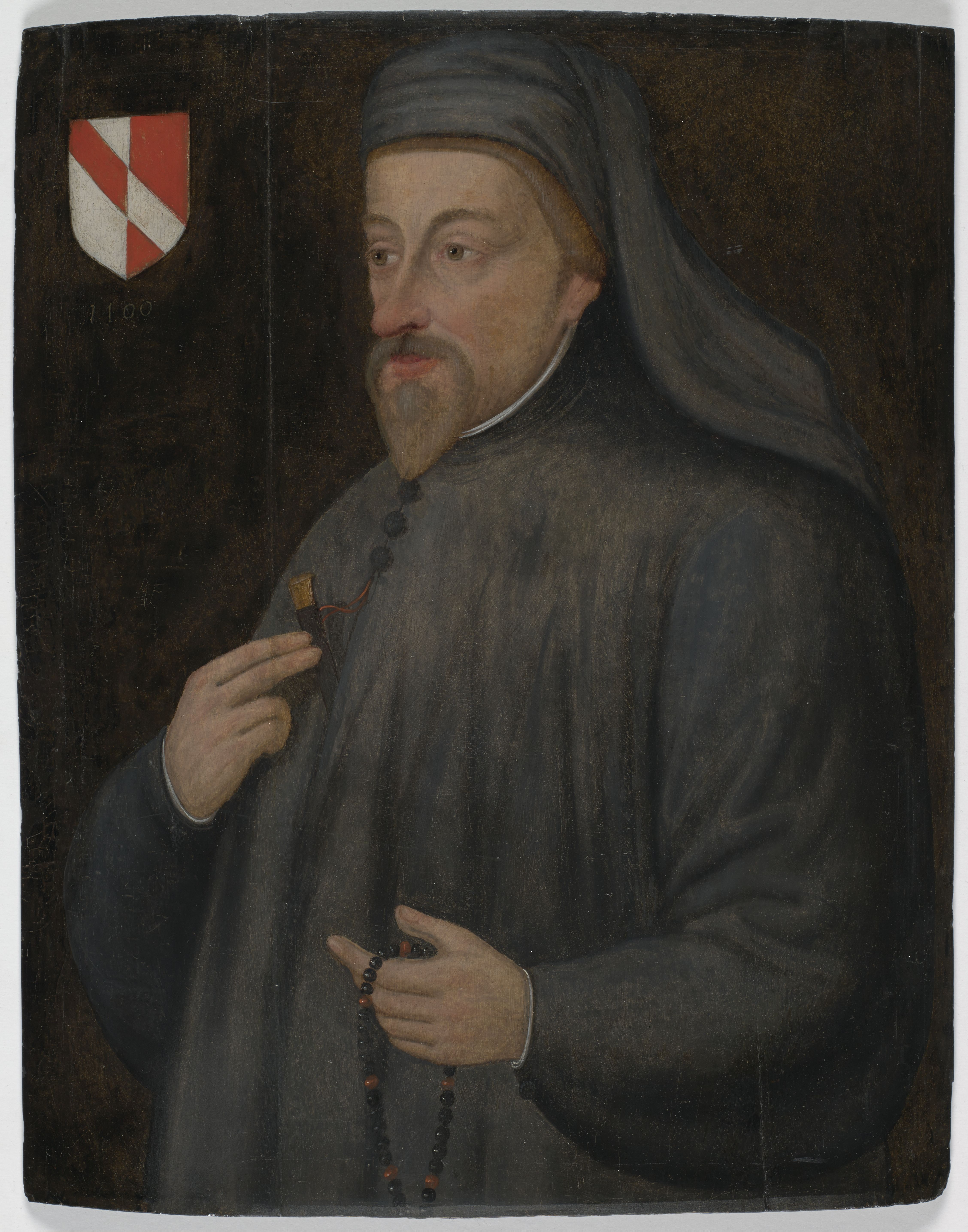
Geoffrey Chaucer (1343—1400), poeta, escriptor i filòsof anglès, cèlebre per Els contes de Canterbury.

El període de la vella literatura anglesa sempre va ser recolzat pel poema èpic Beowulf, la prosa secular anglo-saxona és la Crònica, juntament amb els escrits cristians Judith, Himne de Caedmon i hagiografies santes. Després de la conquesta normanda va continuar entre les classes educades, així es va formar una literatura anglo-normanda. La literatura anglesa va sorgir amb Geoffrey Chaucer, autor d’Els contes de Canterbury, juntament amb Gower, el Poeta Pearl i Langland. Els franciscans Guillem d'Ockham i Roger Bacon van ser els principals filòsofs de l'edat mitjana i les altres edats. Juliana de Norwich ho va ser amb les seves Revelacions de la Divina. L'amor era un místic cristià prominent. Durant l'època renaixentista, William Shakespeare va ser el gran exponent, amb obres com Hamlet, Romeu i Julieta, Macbeth i El somni d'una nit d'estiu, segueix sent un dels autors més defensats de la literatura anglesa. Marlowe, Spenser, Sydney, Thomas Kyd, John Donne, Jonson són altres autors consagrats de l'època Isabelina. Francis Bacon i Thomas Hobbes van escriure en l'Empirisme i el Materialisme, inclòs el mètode científic i social de contracte. Robert Filmer va escriure sobre el dret diví dels reis. Andrew Marvell va ser el millor poeta conegut de la Comunitat, mentre que John Milton autor d'El paradís perdut ho va ser durant la Restauració.
Alguns dels filòsofs més destacats de la Il·lustració van ser John Locke, Paine, Johnson i Bentham. Els elements més radicals van ser contrarestats posteriorment per Edmund Burke, qui és considerat com el fundador del conservadorisme. El poeta Alexander Pope, amb els seus versos satírics, va arribar a ser ben considerat. L'acompliment anglès és un paper significatiu en el romanticisme; Coleridge, Lord Byron, Keats, Shelley, Blake i Wordsworth van ser figures importants. En resposta a la Revolució Industrial, els escriptors semblaven trobar un camí entre la llibertat i la tradició; Cobbett, Chesterton i Belloc van ser els principals exponents i Penty del moviment cooperatiu defensor de Cole. L'Empirisme va continuar a través de Mill i Russell, mentre que Williams estava involucrat en l'anàlisi. Els autors de l'època de l'era Victoriana inclouen a Dickens, les Germanes Brontë, Jane Austen, Eliot, Kipling, Hardy, H. G. Wells, Lewis Carroll i Evelyn Underhill. Des de llavors Anglaterra va continuar produint novel·listes com C. S. Lewis, George Orwell, D. H. Lawrence, Virginia Woolf, Enid Blyton, Huxley, Christie, Pratchett, J. R. R. Tolkien i J. K. Rowling.

### Música popular

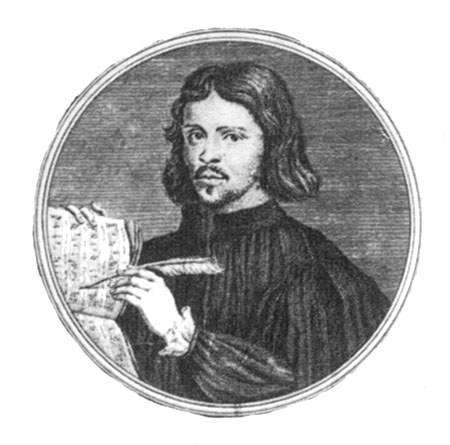
Thomas Tallis, considerat un dels millors compositors anglesos.

La música popular tradicional d'Anglaterra té segles d'antiguitat i ha contribuït a diversos gèneres prominents; sobretot cançons de mariners i música de ball. Té les seves pròpies variacions i peculiaritats regionals. Wynkyn de Worde, amb balades de Robin Hood del segle xvi, són un artefacte important, igual que John Playford («El mestre de ball») i Harley Robert Roxburghe (Balades col·leccionables). Algunes de les cançons més conegudes són «El bon camí vell», «Passatemps amb bona companyia», «El maig de Maggie» i «Dames espanyoles», entre d'altres.
Moltes rimes infantils són d'origen anglès, o associats amb la cultura anglesa, com «Twinkle Twinkle Little Star» («Campaneta del lloc»), «Les roses són vermelles», «Jack i Jill», «Aquí anem envoltant la mulberry bush» i «Humpty Dumpty». Els primers compositors en la música clàssica són artistes del Renaixement com Thomas Tallis i William Byrd, seguit per Henry Purcell, de l'època barroca. D'origen alemany, Georg Friedrich Haendel es va convertir en un ciutadà britànic i va passar la major part de la seva vida component, a Londres, la creació d'algunes de les obres més conegudes de música clàssica: El Messies, Música aquàtica i Música per als reials focs d'artifici. Va haver-hi un renaixement en el perfil de compositors d'Anglaterra al segle xx dirigit per Benjamin Britten, Frederick Delius, Edward Elgar, Gustav Holst, Ralph Vaughan Williams i uns altres. Entre els compositors moderns d'Anglaterra es troba Michael Nyman, conegut per El Piano.
En l'àmbit de la música popular, moltes bandes angleses i solistes han estat citades com les millors i més influents en vendes de música de tots els temps. Aquestes inclouen Eric Clapton, The Beatles, Rolling Stones, The Who, Black Sabbath, Queen, Sex Pistols, The Clash, OASIS, Led Zeppelin, Iron Maiden, Judes Priest, Motörhead, Coldplay, Pink Floyd, Elton John, Rod Stewart, Arctic Monkeys, McFly, Radiohead, Blur, Muse. Molts artistes tenen un origen o una estreta relació amb Anglaterra, a través del Hard Rock, Glam rock, Heavy Metall, Mod, Britpop, Tambor i Baix, Rock Progressiu, Punk Rock, Indie Rock, Rock gòtic, Shoegazing, Acid House, Garage rock, Trip Hop i Dubstep.
Grans festivals de música a l'aire lliure a l'estiu i la tardor són populars internacionalment, tals com Glastonbury, V Festival, Reading i Leeds Festival. La casa d'òpera més important a Anglaterra és el Royal Opera House, Covent Garden. Els Proms, la temporada de música clàssica orquestral, realitza concerts en el Royal Albert Hall, sent un dels principals espectacles culturals celebrats anualment. The Royal Ballet és una de les principals companyies de ballet clàssic del món i la seva reputació va ser construïda sobre dues figures prominents de la dansa del segle xx: la ballarina Margot Fonteyn i el coreògraf Frederick Ashton.

## Esport

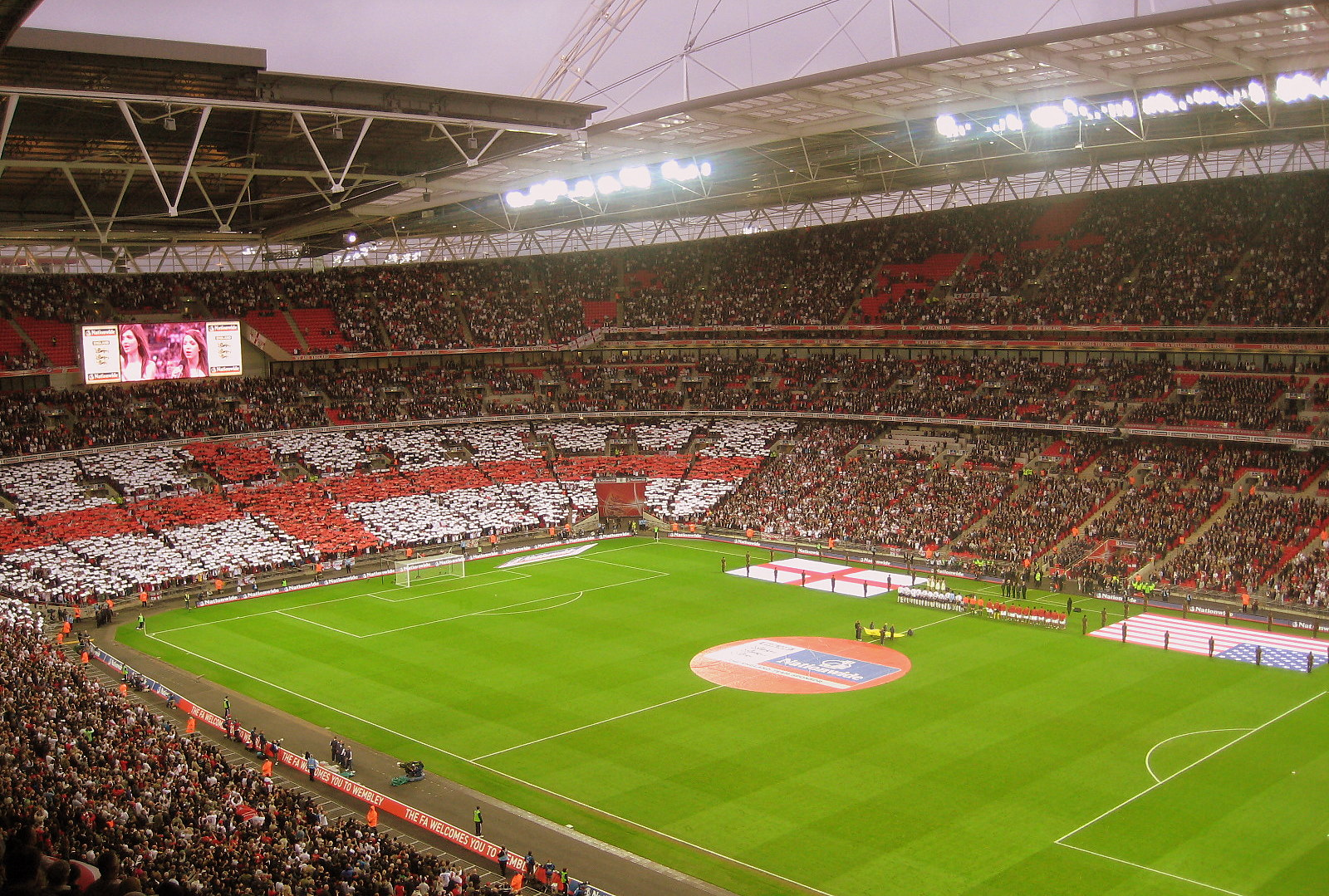
Vista de l'interior de l'Estadi de Wembley, seu de la selecció de futbol d'Anglaterra, durant un partit internacional.

Anglaterra compta amb una gran tradició esportiva, i durant el segle xix va ser el bressol de diversos esports que actualment es juguen al voltant del món. Entre els esports originats a Anglaterra hi ha el futbol, el criquet, el rugbi, el tennis, el bàdminton, l'hoquei, la boxa, entre molts altres. A escala internacional, Anglaterra compta amb una representació independent de la resta del Regne Unit en la majoria dels esports col·lectius, i per això té participació en esdeveniments com la Copa del Món de Futbol i la Copa del Món de Rugbi, i també en els Jocs de la Mancomunitat. No obstant això, en els Jocs Olímpics el Regne Unit participa com un únic equip, representat pel Comitè Olímpic del Regne Unit.
L'esport més popular a Anglaterra és el futbol. El representatiu nacional, la selecció de futbol d'Anglaterra, va guanyar la Copa del Món de Futbol de 1966, que va ser celebrada a la mateixa Anglaterra. L'Associació de Futbol d'Anglaterra és la més antiga en el seu tipus i la FA Cup i la Football League són les competències més antigues de copa i de lliga respectivament. També es troba el club més antic del món, el Sheffield FC, que va ser fundat el 1857. La màxima categoria del futbol anglès, la Premier League, és la lliga de futbol amb major audiència del món, i també la més lucrativa, els equips amb més títols són el Manchester United FC amb 19 copes, seguit pel Liverpool amb 18 i, molt enrere l'Arsenal FC amb 13 trofeus. Els equips anglesos han obtingut bones actuacions en les competicions europees i la Copa d'Europa ha estat guanyada pel Liverpool, Manchester United FC, Nottingham Forest, Aston Villa i Chelsea FC mentre que l'Arsenal FC i el Leeds United FC han arribat a la final.

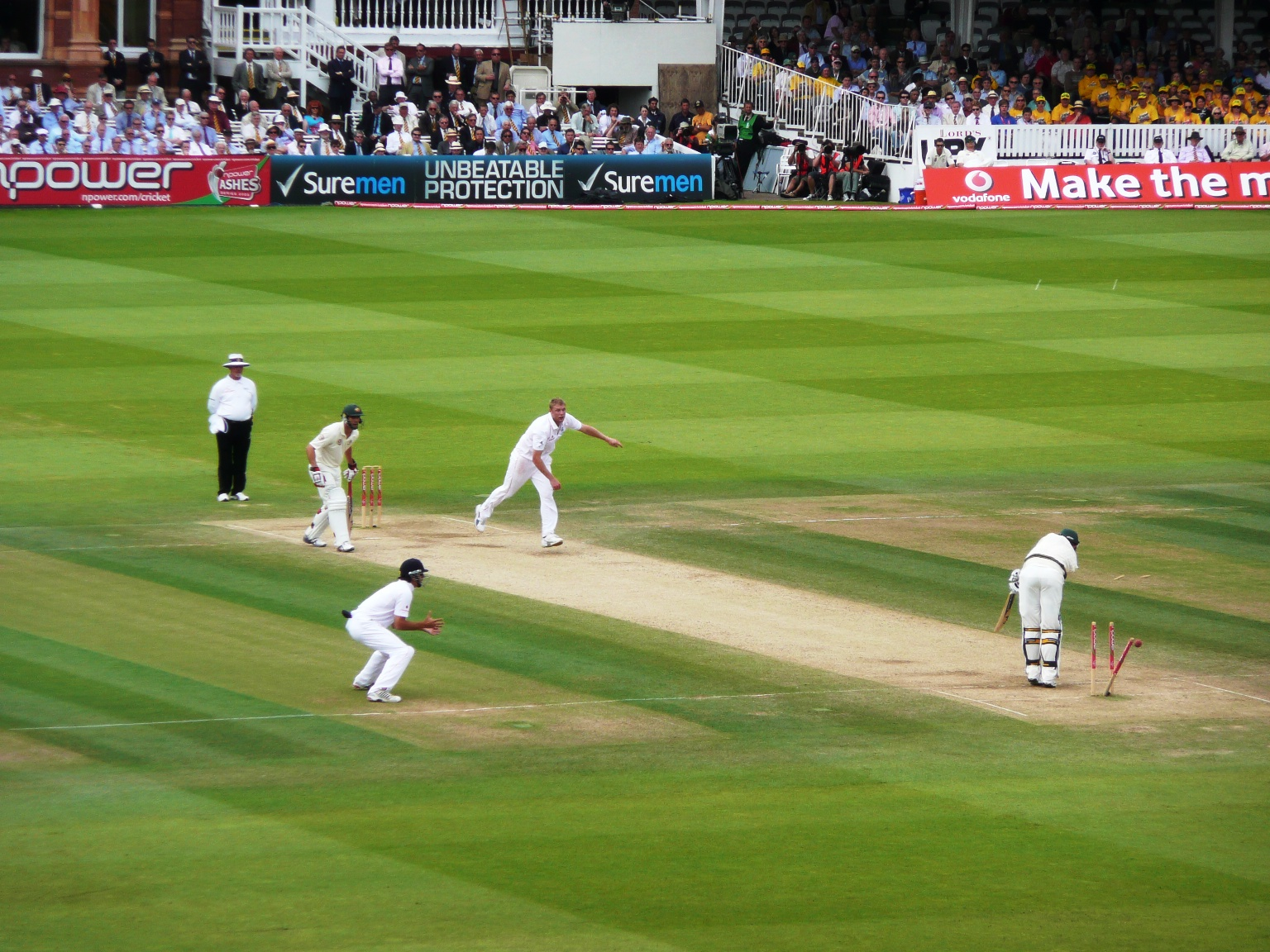
Escena del partit entre Anglaterra i Austràlia per The Ashes el 2009, al Lord's Cricket Ground, a Londres.

S'afirma que el criquet va començar el seu desenvolupament en el període medieval entre les comunitats metal·lúrgiques i agrícoles del Weald. Els membres de la selecció anglesa són de nacionalitat gal·lesa i anglesa, a diferència de les seleccions d'altres esports en la qual només entren anglesos, i una de les seves rivalitats és amb la selecció d'Austràlia amb la qual anualment disputa un partit denominat The Ashes. Anglaterra ha organitzat la Copa Mundial de Criquet en quatre ocasions i localment es disputen diversos campionats com el County Championship.

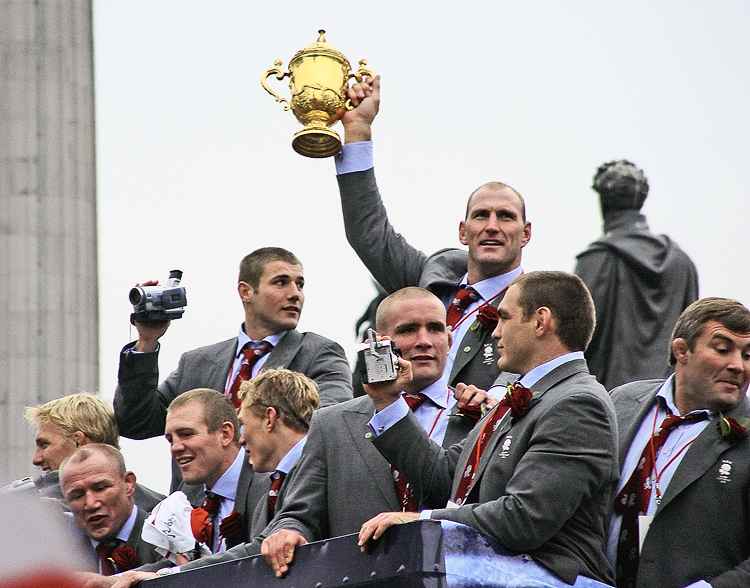
La selecció de rugbi d'Anglaterra celebra l'obtenció de la Copa Mundial de Rugbi del 2003.

Pel que fa al rugbi, la selecció anglesa es va coronar campió de la Copa Mundial de Rugbi de 2003, el mateix torneig que va organitzar el 1991 i que albergarà en la seva edició de 2015. Al seu torn, la selecció juga anualment en el Torneig de les Sis Nacions. Pel que fa als clubs, sent la màxima categoria nacional la Premiership Anglesa, els equips Leicester Tigers, London Wasps, Bath Rugby i Northampton Saints han aconseguit la Heineken Cup, màxima competició europea de l'esport.
Una variant del rugbi, el rugbi league o rugbi a 13, originat a Huddersfield el 1885, es juga a tot Anglaterra, però en algunes zones del nord és l'esport més important en moltes àrees, especialment a Yorkshire, Cumbria i Lancashire. Anteriorment existia un sol equip representant del Regne Unit en competències internacionals, però des del 2008 cada nació té la seva pròpia selecció de rugbi league, entre elles la d'Anglaterra, que participarà en la Copa Mundial de Rugbi League de 2013. Els clubs d'aquest esport juguen a la Super League, la principal competició europea de rugbi league.
Altres esports populars inclouen el tennis, sent el Campionat de Wimbledon el torneig més antic i un dels quatre Grand Slam, i les curses de cavalls. A més, anualment en el Circuit de Silverstone es realitza un Gran Premi vàlid per a la Fórmula 1.
Els Jocs Olímpics de Londres 2012 es van celebrar a Londres, Anglaterra, del 27 de juliol al 12 d'agost del 2012.

## Símbols nacionals
.

L'Escut d'Anglaterra

La bandera d'Anglaterra, coneguda com la Creu de Sant Jordi, ha estat utilitzada com a tal d'ençà el segle xiii. Originalment aquesta era la bandera utilitzada per la República de Gènova, que controlava hegemònicament el comerç marítim mediterrani. Des del 1190, el monarca anglès va pagar un tribut al Dogo de Gènova perquè els vaixells anglesos poguessin enarborar-la i quedar així protegits en entrar a la Mediterrània. Aquesta creu vermella va ser utilitzada per gran quantitat de croats en els segles xii i xiii, i també per ciutats i nacions que tenien a Sant Jordi com a sant patró. Des de l'any 1606 la Creu de Sant Jordi ha format part del disseny de la bandera del Regne Unit, la qual va ser dissenyada per Jacob I d'Anglaterra i VI d'Escòcia.
L'escut d'Anglaterra, en el qual apareixen tres lleons, es remunta a la seva adopció per Ricard Cor de Lleó el 1198. L'escut, similar a l'escut de Normandia, es defineix en el llenguatge heràldic com: en un camp de gules, tres lleons lleopards d'or, armats i llinguats d'atzur. Anglaterra no té un himne nacional oficialment designat com a tal, com ho és God Save the King amb el Regne Unit com un tot. No obstant això, algunes cançons han estat considerades com a himne nacional d'Anglaterra com Jerusalem, Land of Hope and Glory, que va ser utilitzada com a tal en els Jocs de la Mancomunitat de 2002, i I Vow to Thee, My Country.
.

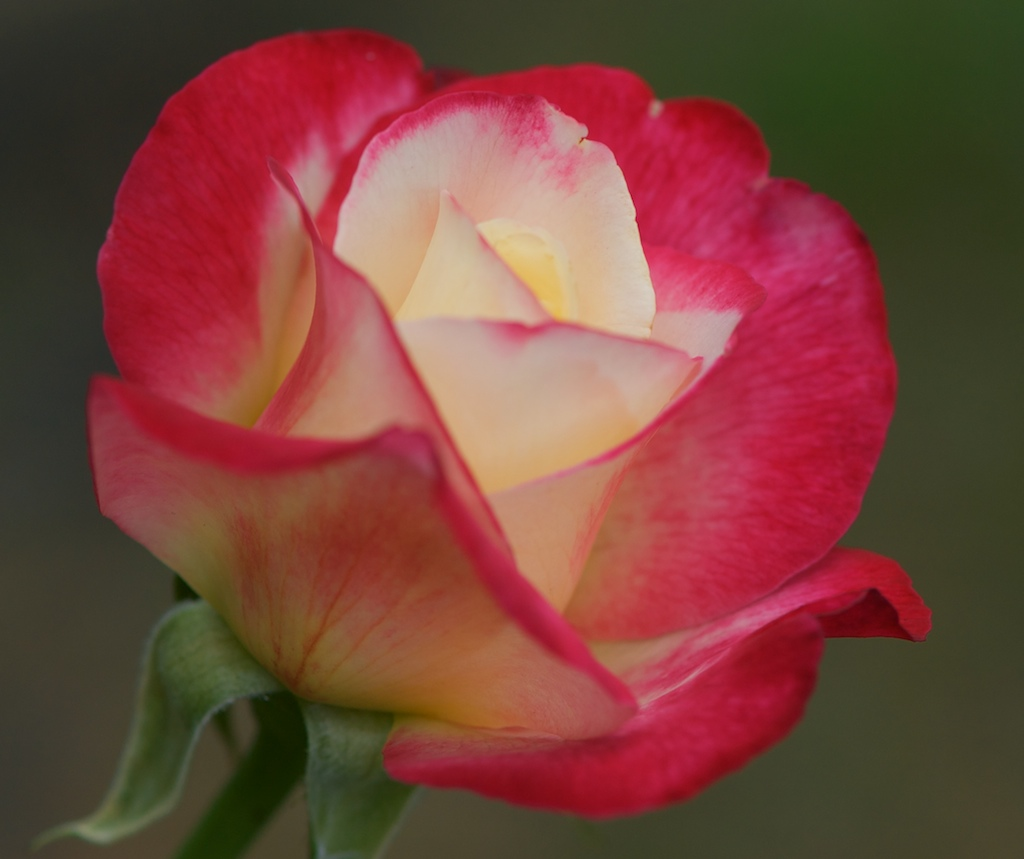
La Rosa Tudor, la flor nacional d'Anglaterra

Hi ha molts altres símbols d'Anglaterra, oficials o no, com ara la Rosa Tudor, la flor nacional, el drac blanc i els tres lleons que apareixen a l'escut d'Anglaterra. La Rosa Tudor, coneguda també com la Rosa Anglesa, va ser adoptada com a emblema nacional després de la Guerra de les Dues Roses i està formada per la unió dels símbols dels bàndols que es van enfrontar en aquesta guerra: la rosa blanca de la Casa de York amb la rosa vermella de la Casa de Lancaster; ambdues amb origen comú en la Casa de Plantagenet i que pretenien el tron d'Anglaterra. Un altre símbol és el roure, que representa la força i la resistència. El terme de Roure Reial es fa servir per designar el roure en el qual Carles II es va amagar dels parlamentaristes després de l'execució del seu pare, Carles I. La festa nacional d'Anglaterra és el Dia de Sant Jordi, sant patró anglès, que se celebra cada 23 d'abril.